# Maciej Hibner
Maciej Hibner (ur. 9 czerwca 1931 w Warszawie) – polski grafik, twórca plakatów.

## Życiorys
Absolwent Akademii Sztuk Pięknych w Warszawie, dyplom w roku w pracowni Józefa Mroszczaka. Jedna z postaci która współtworzyła zjawisko polskiej szkoły plakatu, zaprojektował plakaty m.in. do takich filmów jak: Nóż w wodzie, Olbrzym, El Greco, Lemoniadowy Joe, Tora! Tora! Tora!, O dwóch takich co ukradli księżyc.

## Polnische Plakat Kunst
Hibner jest jedną z postaci w serii filmów dokumentalnych o polskich twórcach plakatu, odcinek zatytułowany jest  Polnische Plakat Kunst – Maciej Hibner.